# Стратиоти (Византија)
Стратиоти (грч. στρατιωτοι, војници) су били сељаци-војници у Византији у периоду тематског система (610-1081). У миру су обрађивали земљу на додељеним војничким имањима, а у рату су служили као лака (или средња) коњица.

## Позадина
Још у раном периоду Византијског царства (395-610) војницима граничних јединица подељена је земља, а способно мушко становништво граничних провинција било је обавезно да ратује у случају продора непријатеља. На тај начин устаљен је систем везивања граничара-пешака , званих стратиоти, за сталну одбрану граница и своја тзв. стратиотска имања. Реформама цара Ираклија у 7. веку систем стратиотских имања постепено је проширен на читаву територију Царства, а стратиоти су од пешака-граничара постали лака коњица и главнина Византијске војске.
Реформе цара Ираклија (610-641) спроведене су у време кризе Царства, када се аварско-словенска најезда ширила на Балкану, а персијска по предњој и Малој Азији. У малоазијским покрајинама, које нису подлегле непријатељу, стварају се војни окрузи-теме, кидајући коначно са поделом Царства на провинције са одвојеном цивилном и војном влашћу, која је установљена у време Константина Великог (306-337). Тематско уређење наставило је развитак војне управе у Византији, започет оснивањем егзархата у Равени и Картагини под царем Маврикијем. На челу појединих тема стоје војни команданти-стратези, који врше у њима врховну војну и цивилну власт, иако је у почетку постојао и тематски проконзул, као глава цивилне управе.
Реч тема (θέμα) значила је војни одред, а затим је почела да се употребљава и за војно-административне округе, што јасно открива начин на који је ново уређење настало. Оно је настало насељавањем трупа - тема по новоствореним окрузима и стога су се постепено и сами ти окрузи почели називати темама. То нису биле само управне јединице него и територије за насеља војника. Уз обавезу вршења војне службе, војницима су додељивани земљишни поседи, који се у доцнијим изворима зову стратиотска (војничка) имања (στρατιωτικά κτήματα). Тиме се организација тема повезује са старим уређењем на Лимесу, заснованим на насељавању војника у пограничним областима. Непријатељска навала срушила је систем пограничне одбране, па су војници, повучени са Лимеса, насељавани у унутрашњости Мале Азије која је остала под влашћу Византије. Поред војника-граничара, у малоазијским покрајинама насељавани су свакако и војници елитних византијских одреда. Тако се већ у Ираклијево доба (пре 630. године) стварају теме Арменијака, Анатолика и Опсикија, а вероватно и Поморска тема на јужној обали Мале Азије.

За војни систем важна је разлика између провинцијских тема и тагми, елитних јединица тешке коњице смештених у Цариграду. На челу тема стоје стратези, заповедници локалних трупа и уједно начелници локалне управе (заповедник Опсикија звао се, међутим, комес, а заповедник Оптимата доместик). На челу појединих тагми стоје доместици. Најважније су биле тагме Схола, Ескубита, Аритмоса (чији се заповедник није звао доместик већ друнгарије) и Хиконата (основане тек за владе Нићифора I). Доместик Схола био је обично врховни заповедник целокупне војске.

## Организација
Увођње тематског уређења значило је јачање домаће византијске војске. Док се у рановизантијско време војска састојала претежно од страних најамника, скупих и непоузданих, дотле се војна снага Византије од 7. века заснива на стратиотима, насељеним на територији Царства. Поред војника-граничара, поред елитних трупа (тагма) које су регрутоване пре свега из борбених малоазијских и кавкаских племена,  укључују се и масе Словена које византијска влада, од средине 7. века, пребацује у Малу Азију и насељава у тамошњим темама као стратиоте. Тако у оквиру новог, здравијег поретка византијски војни контингенти се знатно повећавају приливом свежих снага.
Нова тематска армија састоји се од војника-сељака који из војничких имања црпу средства за своје издржавање и наоружање. Из доцнијих извора се види да је стратиот, позван у војску, имао дужност да се јави на свом коњу и наоружан. Он је добијао, истина, и извесну плату, али је она била минимална. Према томе, реорганизација војске морала је свакако изазвати и знатно смањење државних издатака.
По закону цара Константина Порфирогенита из 947, забрањена је продаја поседа који служе војницима за њихово издржавање и набавку ратне опреме. Притом је одређено да имања војника (стратиота), као и имања морнара поморских тема (тема Кивиреота, Архипелага и Самоса) морају имати вредност од најмање 4 фунте (грч. λίτρα) злата, а имања морнара царске флоте, који примају плату, од најмање 2 фунте злата. Каснијим законом минимална вредност војничких имања повећана је на 12 фунти (864 златника), како би војници могли да приуште тешко наоружање и оклопе.
Нићифор I Логотет (802-811) спровео је низ важних и оригиналних мера за јачање одбрамбене снаге Византије: увео је војну обавезу и за сиромашне сељаке и пресељавао малоазијске стратиоте у Склавинији[./Стратиоти_(Византија)#cite_note-12 [lower-alpha 5]] ради јачања византијске границе на Балкану. Осиромашени стратиоти опремали су се о трошку сеоске општине, која је у ту сврху плаћала порез од 18 и по златника годишње. Тако је војна обавеза обухватила и сиромашније сељаке, тако што је један од њих вршио војну службу, а неколицина сносила трошкове. Најсиромашнији земљопоседници, који нису били уписани у стратиотски списак, служили су у војсци као пешадија. Пешадија је попуњавана и градским обвезницима, као и сељацима са манастирских имања.
Тако су византијску пешадију овог периода чинили махом ситни земљопоседници; многи међу њима добијали су државну земљу као награду за своју службу. Постојале су две врсте пешадије: лака и тешка. Лаку пешадију чинили су стрелци, без оклопа, али су били наоружани луковима који су по домету могли да надмаше коњаничке. Тешки пешаци су носили штит и били су наоружани оружјем за блиску борбу (копљем и мачем или бојном секиром). Мали део најимућнијих могао је да приушти оклоп, шлем и рукавице: они су се борили у првим редовима, штитећи остале.

## Наоружање и опрема
Византијска војска овог периода била је пажљиво организована, марљиво увежбавана и у потпуности опремљена. Њена окосница била је тешка коњица, која је чинила готово половину свих снага. Византијски коњаник је носио челичну кацигу, панцирну кошуљу која му је сезала до бедара, металне рукавице и ципеле. Његово оружје били су мач, копље и лук. Тако је он био тешко опремљени стрелац, способан да ослаби непријатеља стрелама из даљине, а затим га савлада у јуришу и борби прса у прса. Оваква коњичка опрема усвојена је током Јустинијанових похода и одржала се до пада Царства.
Византијска коњица је била у потпуности способна да делује сама, без пешадијске подршке. У складу са чињеницом да војници треба да буду у стању да све своје време и снагу посвете вежбању и борби, уз себе су имали слуге које су уређивале логор, добављале намирнице, кувале и старале се о коњима. Коњички официри били су припадници византијског племства.